# Marlene Monteiro Freitas
Marlene Monteiro Freitas (* 1979 auf São Vicente, Kap Verde) ist eine kapverdische Tänzerin und Choreographin.

## Leben
Monteiro Freitas wurde auf der Insel São Vicente auf den Kap Verden geboren. Sie studierte Tanz in Brüssel und in Lissabon. Auf den Kap Verden begründete sie auch die Tanzkompanie Compass. Sie arbeitete dort auch mit dem Komponisten Vasco Martins zusammen und international mit den Tänzern und Choreographen Tania Carvalho und Boris Charmatz.
Sie ist auch in Deutschland durch zahlreiche Aufführungen ihrer Stücke und Auftritte bekannt, unter anderem bei der Ruhrtriennale 2022, im Kampnagel in Hamburg, dem Mousonturm in Frankfurt am Main, in Düsseldorf.
Ab 2026 wird Monteiro Freitas zum künstlerischen Leitungsteam der Berliner Volksbühne gehören.
Sie lebt und arbeitet in Lissabon.

## Wirken
Ihr neue Produktion Nôt wurde im Juli 2025 vor der monumentalen Kulisse im Ehrenhof des Papstpalasts im Rahmen des Festival d’Avignon uraufgeführt. Im Sommer 2025 eröffnete sie mit Nôt das Kampnagel-Sommerfest. Während die Kritik die „lustvolle Verweigerung“ und „fulminante Performance“ (taz) lobte, so war das Publikum zwischen frenetischem Beifall und Buhrufen gespalten. Gerade diese Uneinigkeit gilt Beobachtern als Beleg für die künstlerische Radikalität Monteiro Freitas’, die mit ihrer Arbeit „den Lack der Zivilisation aufbricht“ und produktive Diskurse anstößt.

## Auszeichnungen
- Prémio da Sociedade Portuguesa de Autores, 2017.
- Auszeichnung der Republik der Kap Verden, 2017.
- Silberner Löwe für Tanz auf der Biennale von Venedig, 2018.
- Chanel next Prize, (in der Jury auch Tilda Swinton), 2021.

## Werk (Auswahl)
- Guintche, 2014
- Jaguar, 2015
- De marfim e carne – as estátuas também sofrem, 2016
- Canine Jaunâtre 3, 2018.
- Bacchae - Prelude to a Purge, 2019
- Pierrot lunaire 2021
- Idiota, 2022